# Kokšín
Kokšín je malá vesnice, část města Švihov v okrese Klatovy v Plzeňském kraji. Nachází se asi dva kilometry jižně od Švihova. Prochází zde silnice I/27. Kokšín je také název katastrálního území o rozloze 3,39 km².

## Historie
První písemná zmínka o vesnici pochází z roku 1395.

## Obyvatelstvo
| Rok            | 1869 | 1880 | 1890 | 1900 | 1910 | 1921 | 1930 | 1950 | 1961 | 1970 | 1980 | 1991 | 2001 | 2011 | 2021 |
| -------------- | ---- | ---- | ---- | ---- | ---- | ---- | ---- | ---- | ---- | ---- | ---- | ---- | ---- | ---- | ---- |
| Počet obyvatel | 189  | 194  | 185  | 182  | 193  | 197  | 179  | 120  | 108  | 98   | 101  | 92   | 89   | 78   | 74   |
| Počet domů     | 28   | 29   | 28   | 28   | 28   | 27   | 29   | 30   | 43   | 29   | 29   | 33   | 33   | 34   | 34   |

## Obecní správa
Při sčítání lidu v letech 1850–1963 Kokšín byl samostatnou obcí v okrese Klatovy. Od roku 1964 je částí města Švihov v okrese Klatovy. V letech 1850–1963 k obci patřilo Vosí.

## Pamětihodnosti
- Sýpky u domů čp. 15, 18 a 20
- Zříceniny Kokšínského hrádku z 15. století
- Přírodní památka Stará Úhlava mezi zříceninou hrádku a korytem Úhlavy
- Hradiště na Kokšínském vrchu

## Fotogalerie

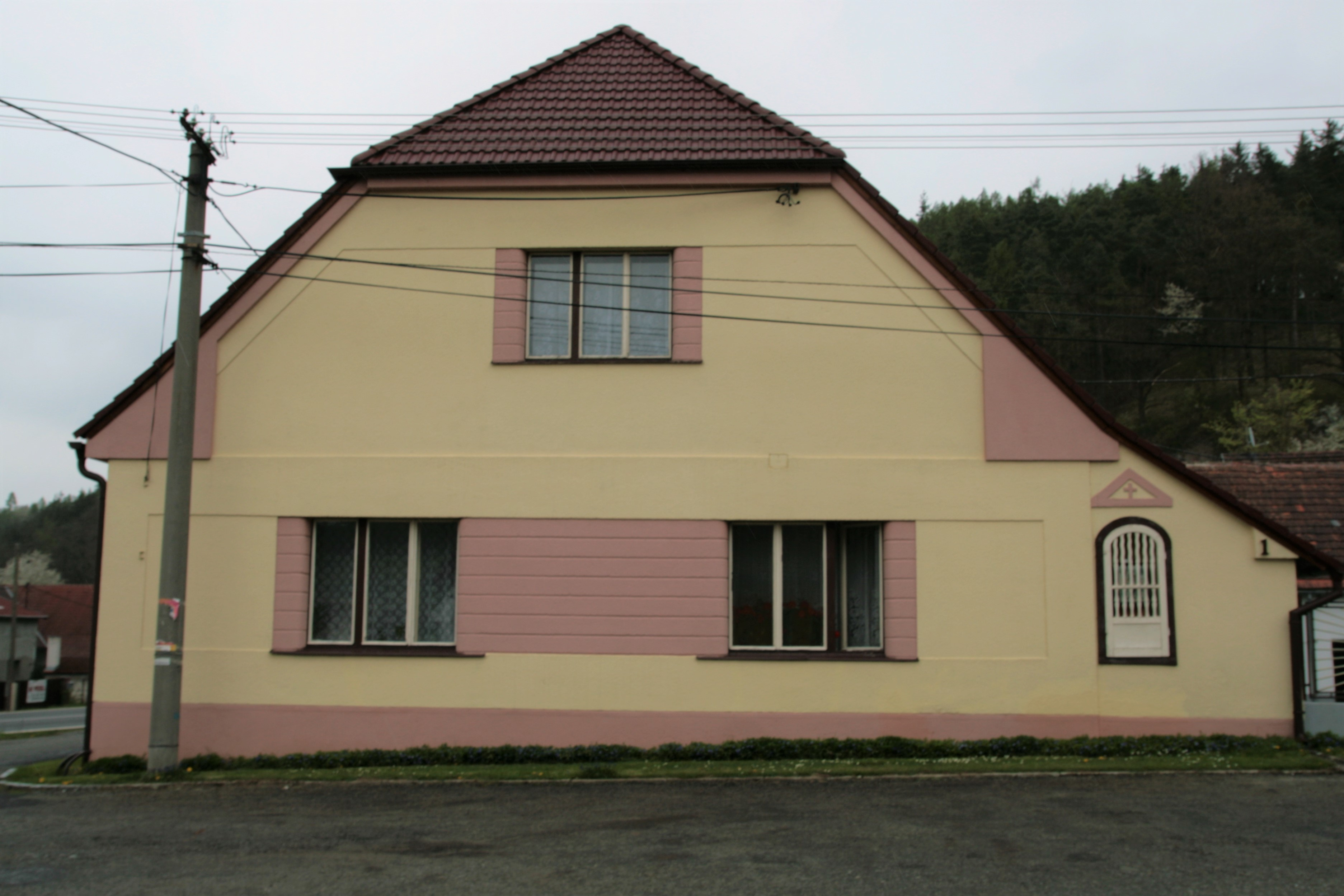
Místní dům
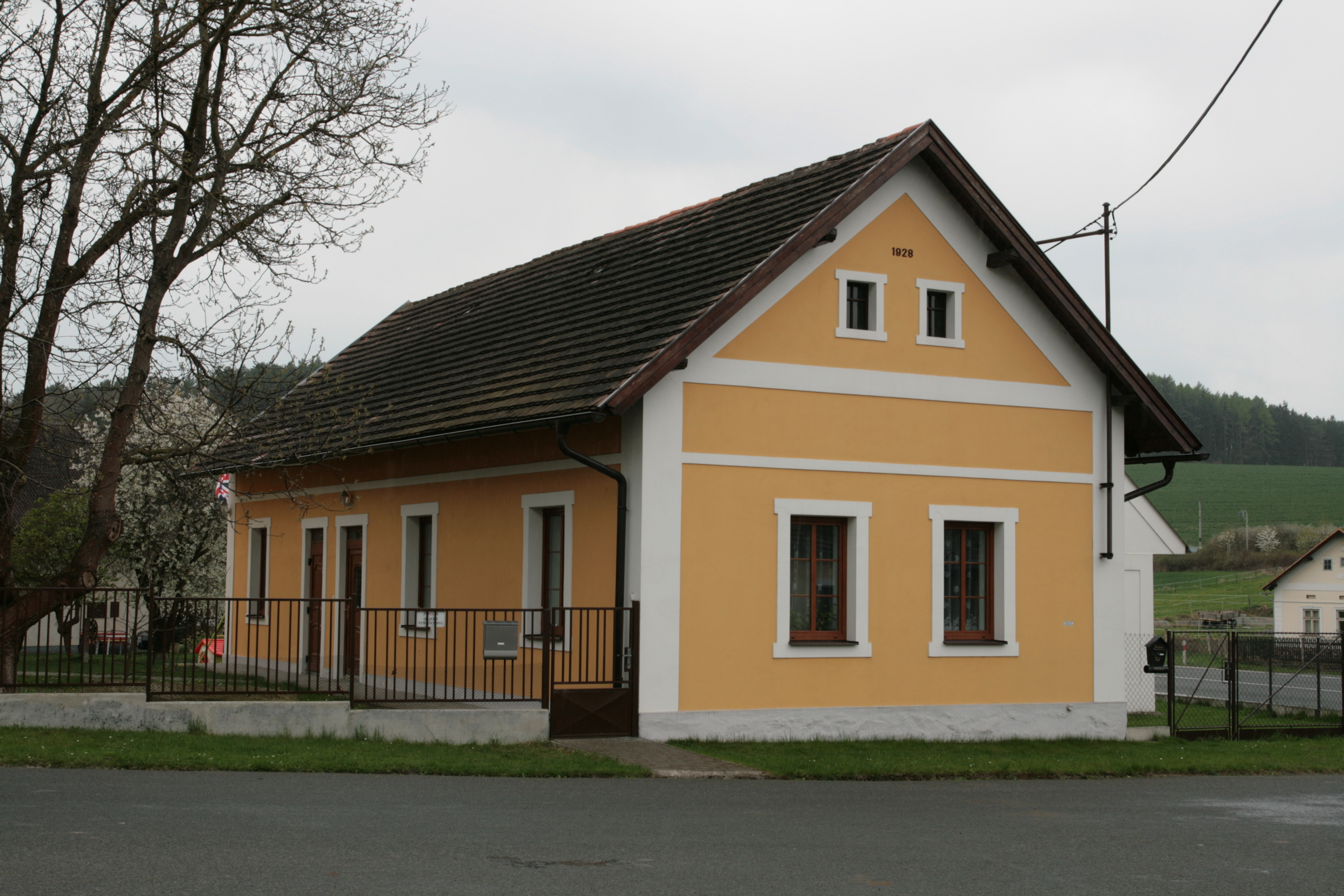
Místní dům
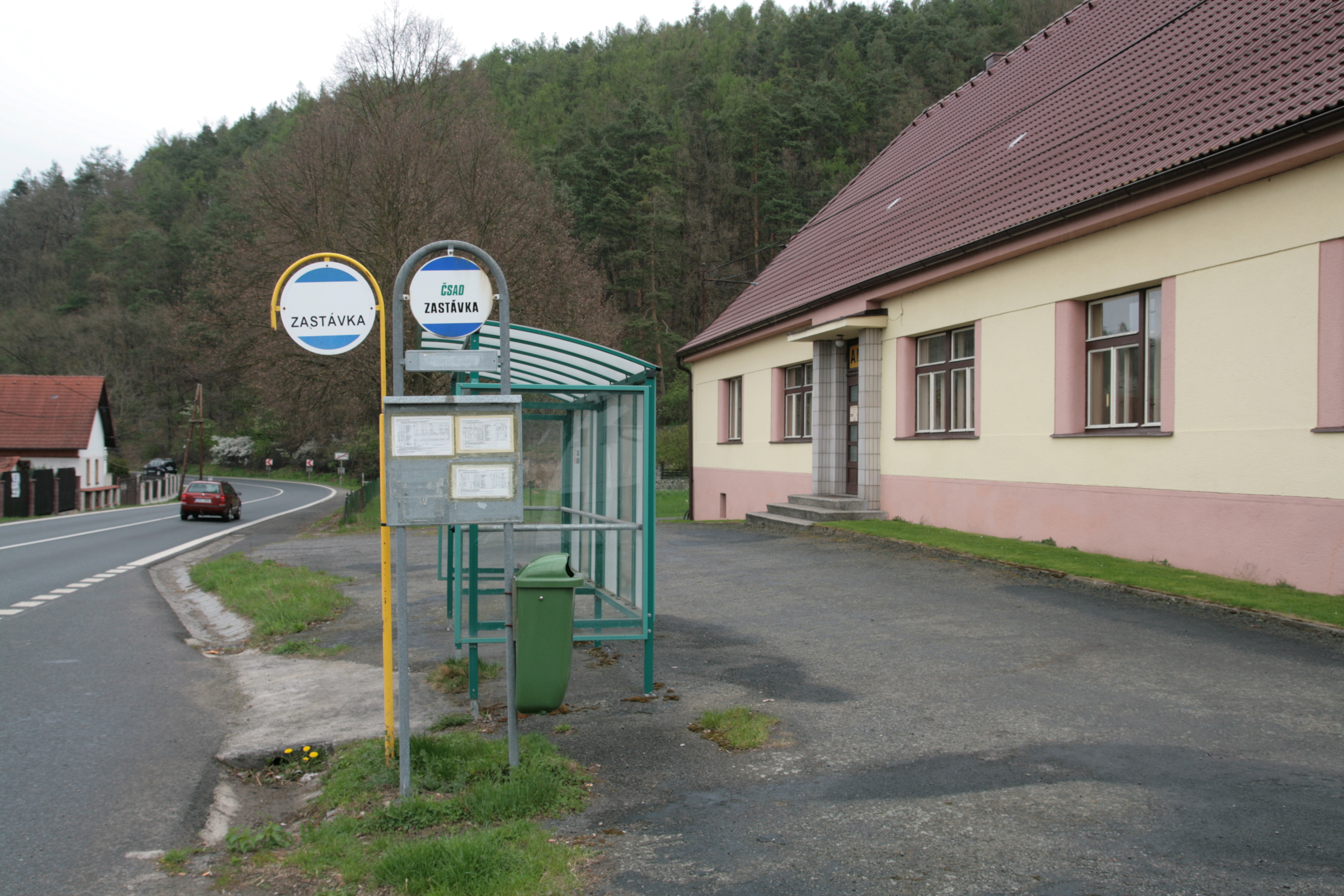
Autobusová zastávka